# Лохув (гміна)
Гміна Лохув (пол. Gmina Łochów) — місько-сільська гміна у центральній Польщі. Належить до Венґровського повіту Мазовецького воєводства.
Станом на 31 грудня 2011 у гміні проживало 17967 осіб.

## Площа
Згідно з даними за 2007 рік площа гміни становила 194.98 км², у тому числі:
- орні землі: 50.00%
- ліси: 38.00%

Таким чином, площа гміни становить 15.99% площі повіту.

## Населення
Станом на 31 грудня 2011:
| Опис     | Загалом | Загалом | Чоловіки | Чоловіки | Жінки | Жінки |
| -------- | ------- | ------- | -------- | -------- | ----- | ----- |
| одиниця  | осіб    | %       | осіб     | %        | осіб  | %     |
| все      | 17967   | 100     | 8894     | 49.50    | 9073  | 50.50 |
| міське   | 6756    | 100     | 3327     | 49.25    | 3429  | 50.75 |
| сільське | 11211   | 100     | 5567     | 49.66    | 5644  | 50.34 |

## Сусідні гміни
Гміна Лохув межує з такими гмінами: Браньщик, Вишкув, Коритниця, Садовне, Сточек, Ядув.